# Antonio Medici
Antonio Medici (Polla, 4 giugno 1967) è un saggista e storico del cinema italiano, coordinatore generale della Scuola d'Arte Cinematografica Gian Maria Volonté e direttore del Premio Cesare Zavattini.

## Biografia
Laureato in Lettere e Filosofia, con una tesi in Storia e Critica del cinema presso l'Università degli Studi di Roma "La Sapienza", collabora come critico cinematografico con la rivista “Cinema Nuovo” fino al 1996, con la rivista “Cinema 60” dal 1997 al 2005, con la rivista “Cinecritica” dal 2003 al 2007. Nel 1993 ha contribuito a fondare (e ne è stato presidente fino al suo scioglimento nel 2001) l’Associazione culturale “Ombre elettriche”, tra le prime realtà a promuovere l’educazione al linguaggio cinematografico nelle scuole. Dal 1999 al 2003 ha fatto parte del Comitato scientifico nazionale e del Gruppo nazionale di progetto del “Piano per la promozione della didattica del linguaggio cinematografico e audiovisivo nella scuola”. Dal 1998 collabora con la Fondazione Archivio audiovisivo del movimento operaio e democratico, contribuendo alla realizzazione di ricerche, rassegne, convegni e pubblicazioni. Dal 2006 al 2012 è stato docente di Cinematografia documentaria presso l’Università Roma Tre e di Archivi audiovisivi presso l’Università della Tuscia. Nel 2011 è tra i fondatori e coordinatore generale della Scuola d'arte cinematografica Gian Maria Volonté: una scuola pubblica e gratuita della Regione Lazio, istituita nel 2011, che rappresenta oggi un polo formativo di riconosciuta eccellenza per le professioni del cinema.
Dal 2016 è direttore del Premio Cesare Zavattini .

## Opere
- Il cinema saggistico di Ansano Giannarelli, Torino, Lindau, 2017, ISBN 978-8867086634[4]
- Cercando la rivoluzione. Ansano Giannarelli, i film e le idee, (a cura di), Roma, Donzelli, 2013. ISBN 978-8868430474
- Ciak si lotta!, Il cinema dell'autunno caldo in Italia e nel mondo, (a cura di, con C. F. Casula), Roma, «Annali» della Fondazione Aamod, 9, LiberEtà, 2009
- Neorealismo, Roma, Dino Audino Editore, 2008. ISBN 978-88-7527-059-9.
- Guida agli archivi audiovisivi in Italia, (a cura di, con L. Cortini, A. Giannarelli), Roma, «Annali» della Fondazione Aamod, 7,  Ediesse, 2005. ISBN 88-230-1021-7.
- L’alfabeto dello sguardo. Capire il linguaggio audiovisivo, (con D. Vicari), Roma, Carocci, 2004. ISBN 88-7466-124-X.
- Schermi di guerra. Le responsabilità della comunicazione audiovisiva, (a cura di), Roma, «Annali» della Fondazione Aamod, 6, Ediesse, 2004. ISBN 88-230-0560-4.
- L’immagine plurale, (a cura di), Roma, «Annali» della Fondazione Aamod, 5, Roma, Ediesse, 2003. ISBN 88-230-0525-6.
- Gillo Pontecorvo. Giovanna, storia di un film e del suo restauro, (a cura di), Roma, Ediesse, 2002. ISBN 88-230-0462-4.
- Filmare il lavoro, (a cura di), Roma, «Annali» della Fondazione Aamod, 3,  2000, ISBN 88-900424-1-9.

## Filmografia

### Sceneggiatore
- Il mio paese, regia di Daniele Vicari - documentario (2006)

## Riconoscimenti
- 2007: David di Donatello - miglior documentario di lungometraggio (Il mio paese)
- 2005: premio filmcritica-Umberto Barbaro (per il libro Alfabeto dello sguardo)[5]